# Deben
Il Deben è un fiume inglese che attraversa la contea del Suffolk e sfocia nel mare del Nord.

## Percorso
Il Deben nasce da due differenti sorgenti, una a ovest di Debenham e una seconda sorgente, più a settentrione, a sud della parrocchia di Bedingfield. Il fiume attraversa Woodbridge formando poi più a valle un estuario prima di sfociare nel Mare del Nord presso Felixstowe Ferry. La foce dell'estuario è attraversata da un traghetto che collega Felixstowe a Bawdsey.